# Крячок малий
Крячо́к мали́й (Sterna albifrons) − вид птахів родини Мартинових (Laridae). В Україні гніздовий, перелітний вид, представлений номінативним підвидом S. a. albifrons.

## Опис

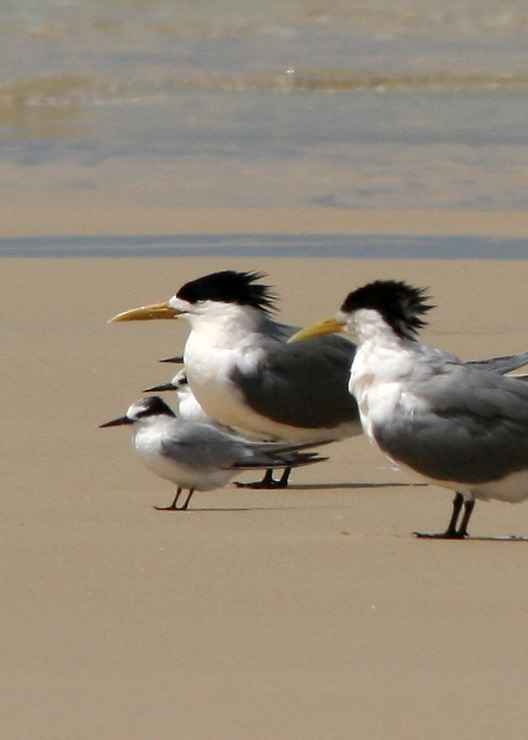
Підвид S. a. sinensis у позашлюбному вбранні разом з крячками Thalasseus bergii

Морфологічні ознаки. Найдрібніший вид серед крячків, у шлюбний період дорослий птах від дорослих інших крячків відрізняється білим лобом і жовтим з чорною кінцевою частиною дзьобом. У дорослого птаха у шлюбному вбранні верх голови, крім білого лоба, чорний; спина і крила зверху сірі; решта оперення біла; вздовж переднього краю сірих першорядних махових пер проходить темно-бура смуга; дзьоб жовтий, на кінці чорний; ноги жовті або жовтогарячі. У позашлюбному вбранні верх голови темно-бурий, з білуватою плямистістю; дзьоб чорний з жовтою основою. Молодий птах нагадує дорослого у позашлюбному вбранні але пера спини, плечові і верхні покривні пера крил з бурою строкатістю; малі покривні пера крил бурі; ноги жовтувато-бурі. Довжина тіла — 220—240 мм, маса тіла — 43—60 г, розмах крил — 480—550 мм.
Голос. Часто подає монотонне «куіт-куіт».

## Ареал виду та його поширення в Україні
Гніздовий ареал охоплює Європу, Азію, Північну Африку, центральну частину Західної Африки, атлантичне та тихоокеанське узбережжя півдня Північної Америки, східне узбережжя Австралії. Райони зимівлі знаходяться у Західній, Південній та Східній Африці, на узбережжі Червоного моря, Перської затоки та західному узбережжі Індії. В Україні гніздиться вздовж Азово-Чорноморського узбережжя, у басейнах великих рік, на берегах озер. 

## Чисельність і причини її зміни
Чисельність в Європі оцінюється в 35—55 тис. пар (2002). В Україні чисельність становить 2,5—4 тис. пар, з тенденцією до зменшення. Причини зміни чисельності: деградація місць гніздування внаслідок господарської діяльності людини, фактор непокою.

## Особливості біології
Перелітний птах. В Україну прилітає наприкінці квітня − на початку травня. Заселяє острови і коси, піщані пляжі та оголені ділянки дна лиманів, піщані і галечникові береги та острови річок, озер, риборозплідні стави. Гніздиться у моновидових та полівидових колоніях. Гнізда — невеликі ямки в піску, гальці чи м'якому ґрунті. У повній кладці 3, рідше 2 яйця. Насиджують обидва птахи, протягом 20–22 днів. Злдатність до польоту набувають вже у три тижні. Статева зрілість наступає у віці 3 років. Мігрують поодинці, або невеликими групами у 3–5 ос. Кормові біотопи — мілководдя. Живиться рибою, водяними та наземними безхребетними, пірнаючи за ними, пікіруючу у воду.

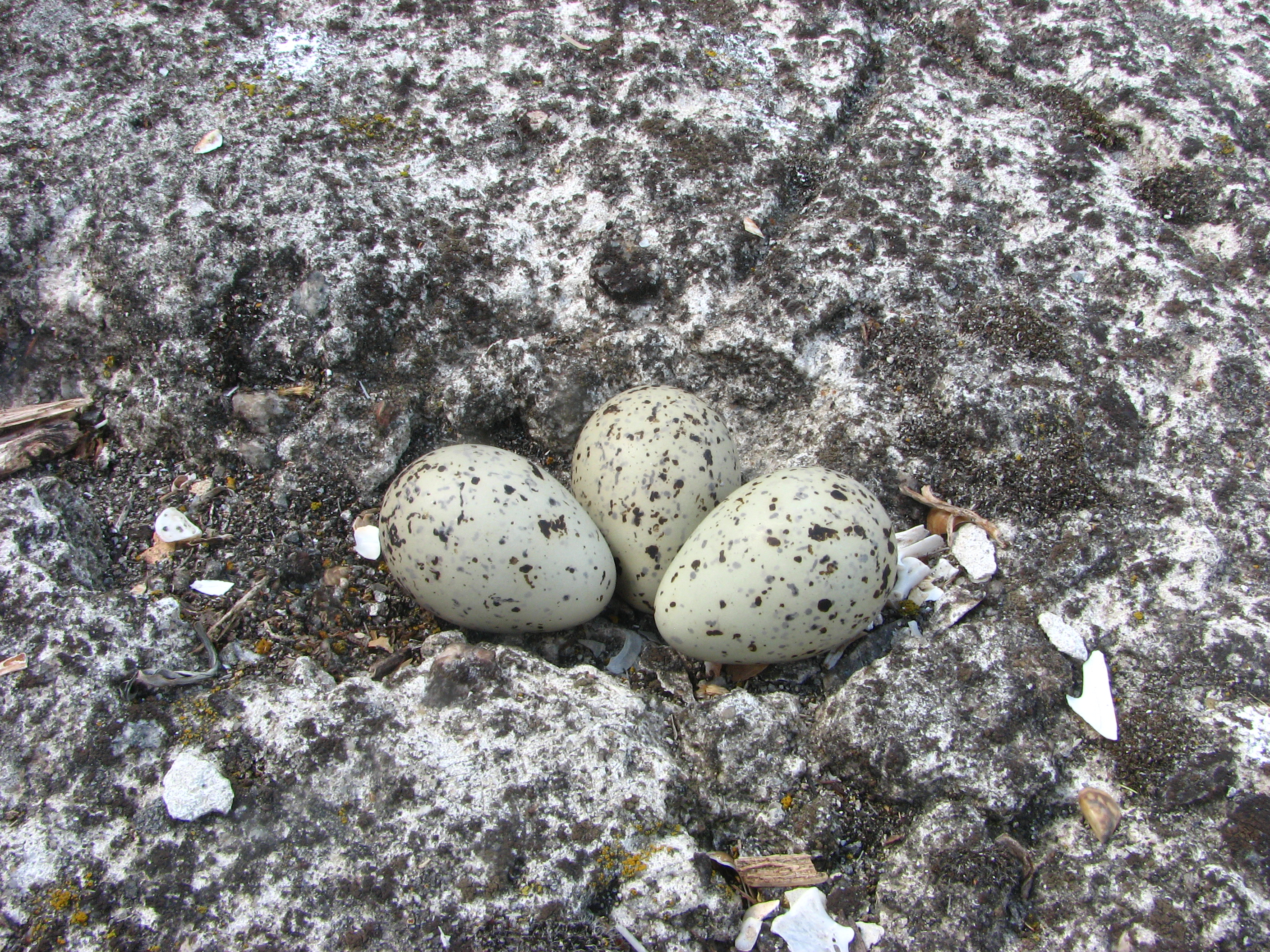
Гніздо малого крячка
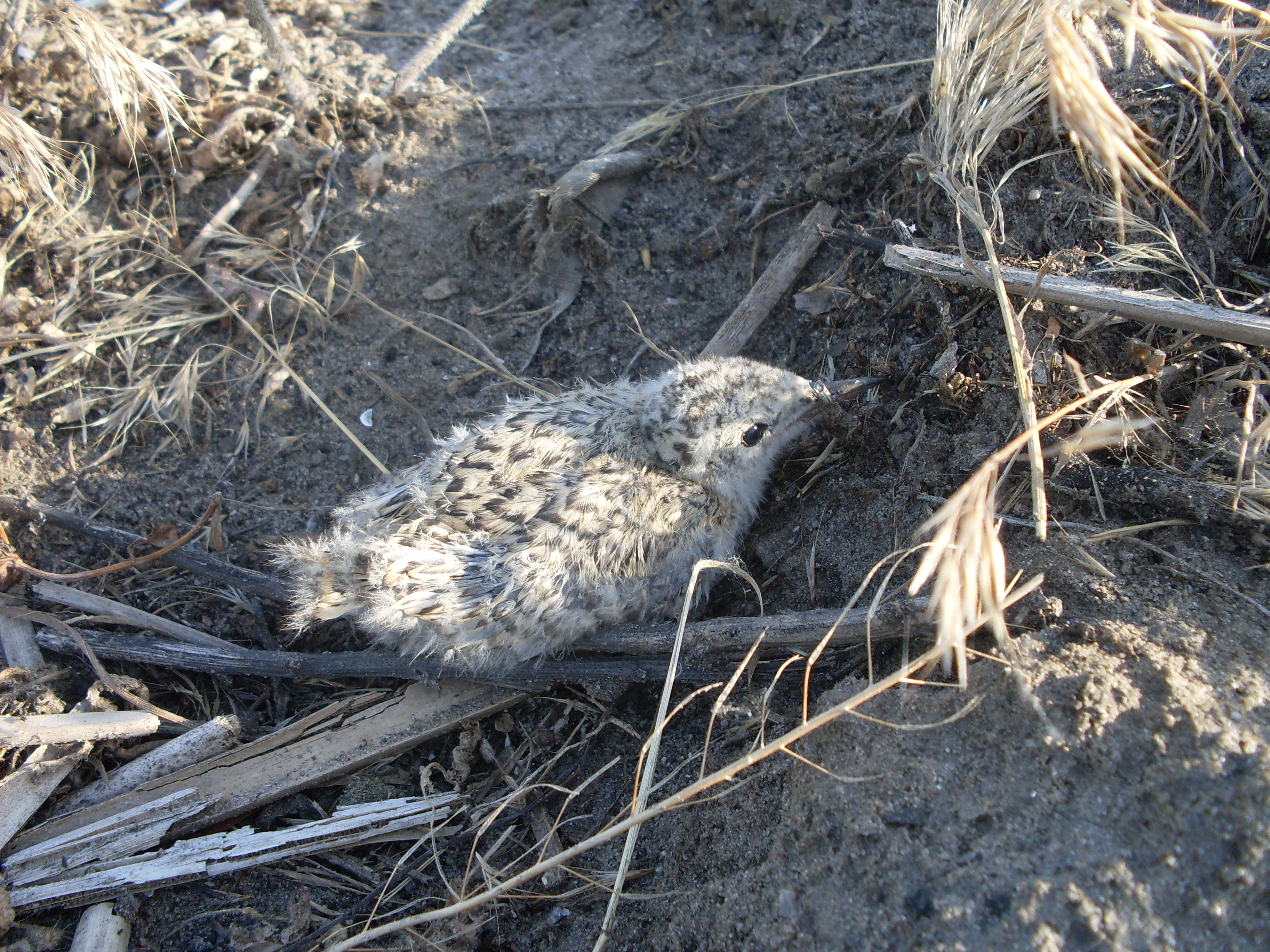
Оперене пташеня

## Охорона
Включено до Боннської (Додаток ІІ) та Бернської (Додаток ІІ) конвенцій, угоди AEWA, до категорії III Переліку видів фауни Європи, що підлягають особливій охороні (SPEC). Включено до останнього видання Червоної книги України (2009) (статус — рідкісний). Охороняється на територіях природно-заповідного фонду України. На місцях гніздування потребує обмеження господарської діяльності, особливо видобутку каменю та гравію в долинах річок.

## Зовнішні посилання
- BirdLife International (2010) Species factsheet: Sterna albifrons. Downloaded from http://www.birdlife.org on 30/12/2010.(англ.)
- Крячок малий в Червоній книзі України [Архівовано 27 травня 2014 у Wayback Machine.]